# 井伊直勝
井伊直勝（日语：／ Ii Naokatsu，1590年—1662年8月24日）是日本戰國時代的武將和江戶時代前期的譜代大名，亦是近江國佐和山藩藩主以及上野國安中藩的藩祖。

## 生涯

### 出身
身為德川四天王之一井伊直政的嫡長子，直勝於天正十八年二月初誕生在遠江國的濱松城，其生母乃直政的正室兼家康養女唐梅院夫人。不久，由側室所出的同父異母弟弁之介（直孝）亦於二月十一日旋即出世。而當時的井伊直政正在跟隨德川軍參與圍攻後北條氏的小田原之戰，根本無暇多看這對剛出生的小兄弟一眼。直勝最初的乳名跟父親一樣都叫萬千代，成人後正式取名直繼，後來再改為直勝。其官位至從五位下兵部少輔。

### 承襲家業
慶長7年（1602年），井伊直政自關原會戰後一直纏身的鎗傷久治不愈，終究在二月一日（新曆3月24日）於自己的居城佐和山城傷重身亡。十二歲的萬千代急忙提早完成元服禮並正名直繼，同時繼承了井伊家家督（第25代）以及佐和山藩藩主之位，另外還接收過父親遺留下來威名遠播的軍團赤備隊。

### 修築新城
慶長8年（1603年），德川家康正在部署轄下各地的防衛據點，以便制衡當時抗拒聽令的西國（關西）諸位大名。井伊直繼因此接到通知要在藩內動工，另行建築一座新城。經過一番辯論，井伊家重臣木俁守勝建議新城選址於琵琶湖畔的彦根山（又名金龜山）之上，其優勢是可以藉由內湖水路之便迅速往還京都，有利通訊和貿易；另外堡壘座落在中山道與北陸道（北國街道）出口，可以作為東國、西國的連繫點，而該地素來也是戰國時期一大重要的戰略地域，凡舉姊川之戰、賤岳之戰以至關原之戰均在這個近江地區爆發。
這次築城另一矚目之處，在於它屬於幕府正式的「天下普請」，亦即由德川家統一指令、調配全國其他大名去完成新城內的所有工程，包括整修道路、平定河川和建造城廓。幕府為此派出了三位奉行負責監督，連尾張藩、越前藩在內周邊總共七國十二家有份出力參與。新城甚至挪用了大津城的天守、小谷城的西之丸三重櫓、佐和山城的太鼓門櫓和觀音寺城等等原有的建材，令到建設需時大大縮減。
如此三年後，即慶長11年（1606年）新城落成，取名曰彥根城（又叫金龜城）。本來其父井伊直政也一直不滿意佐和山城曾經被石田三成居住過，早已有打算建設新城；但事實上彥根城乃是完全在直繼治下建造而成的。因此，雖然直繼日後因為種種原因而在井伊家譜中並未被視作第二代藩主（只被當做分家之主），不過他卻可以說是實質上的首位彥根藩藩主。

### 遭遇改易
基於井伊直繼當初以稚齡接任家督之位，井伊家的政務便逐漸變得倚賴家裡的數位家老去定奪和執行，可惜不巧的是井伊家臣團之中不乏個性剛烈固執之人，由此家中的內部矛盾和對立分化便日益惡化起來。有一種理論認為，井伊直繼在家中之所以不得人心、駕馭不到諸位重臣，原因是他生來就體弱多病，從來未曾親自上過沙場領軍殺敵，自然也就壓不住飽經戰陣而且攬權自重的臣下。
慣於行事慎之又慎的德川家康對這種事態發展深感憂慮，怕動搖到長久以來作為德州家在三河親族以外的砥柱中流之井伊家基業。因此已經暗中思忖，打算要從井伊谷起已經追隨直政的老臣子繼續扶助井伊直繼；另外一批從武田家滅亡後吸納過來的遺臣們統統改為歸屬於其弟直孝。在較關鍵的領地分配方面，井伊家原有的領地彥根藩也改由個性寡言剛毅、目光銳利，被視為有乃父之風的直孝所有。而直繼則預定將被移送至上野國的安中藩。
慶長19年（1614年）爆發的大坂之役給予德川家康完成佈置天下大局，落實心目中對包括直繼在內，各大名、家臣裁決的機會。如同先代「赤鬼」直政一樣，備受德川氏上下景仰和信賴的井伊家收到了領兵出陣的號召。然而此時名義上的當主直繼的身體卻仍舊不堪重負地臥病在床，家康於是從善如流的轉而指定直孝為井伊軍的大將參戰，直繼只好留守在安中藩擔任護衛屏障的工作。
大坂之役以後，在戰役中以累累功績回應了家康期許的直孝終於正式奪襲去井伊氏家督之位，成為家譜中正統記載的彦根藩二代藩主。對於直繼的處理，幕府決定維持讓他改易到三萬石的上野國安中藩，成為井伊氏的支流分家。如此這般，直繼不得不有些避諱意味的捨棄舊有名字，從此把名字改為直勝。

### 晚年
寛永9年（1632年），井伊直勝決定退隱，把井伊氏家督和安中藩藩主之位讓給長子直好。正保二年（1645）直好轉封至三河國西尾藩，萬治二年（1659）又轉封遠江國掛川藩。兩次直勝均有隨行到新領地。
寛文2年（1662年）7月11日，井伊直勝在遠江國掛川城病逝，享年七十三歲。頗為諷刺的是，直勝當初被幕府認定為身體健康欠佳，然而到頭來他卻比奪去宗家家督之位的弟弟直孝更加長壽。其墓所就設於現今靜岡縣袋井市的可睡齋。
井伊直勝的子孫作為譜代支流，繼掛川以後又被幕府調遷到越後的兩萬石與板藩（曾為直江兼續的居城），從此起一直持續到幕末不變。

## 外部連結
- 武家家傳 井伊氏（页面存档备份，存于）
- 井伊直政傳
- 井伊直政